# Anselm Rumpelt
Anselm Rumpelt (Radeberg, 1853. február 10. – Drezda, 1916. október 10.) német költő, jogász.

## Élete
Jogi tanulmányait Lipcsében és Strasbourgban végezte, ezután vezető köztisztviselő lett Glauchauban és Chemnitzben, e tisztét 1894-ig töltötte be. 1899-től Drezdában a Belügyminisztérium tanácsosa lett, az egészségügyi ellátásért felelős 2. osztály vezetője, ezzel párhuzamosan a drezdai Művészeti Akadémia titkári tisztét is betöltötte. 1906. március 1-jén Drezda kerületi rendőrkapitánya lett.
Irodalmi munkáit Alexis Aar néven adta ki, eredeti neve alatt csak jogi munkákat, például a szász építési törvénnyel, valamint a baleset- és egészségbiztosítással kapcsolatos szövegeket jelentette meg. Rövidebb színdarabokat, illetve verseket írt. Legtöbb műve a korabeli folyóiratok hasábjain jelent meg, de néhány önálló kötetet is publikált. Wilder Ritt című költeményéhez Dohnányi Ernő komponált zenét 1892-ben, Pozsonyban.

## Munkái
Munkáinak válogatott bibliográfiáját a német Wikisources vonatkozó oldala közli.